# Gemer
Gemer (em húngaro: Sajógömör) é um município da Eslováquia, situado no distrito de Revúca, na região de Banská Bystrica. Tem 17,97 km² de área e sua população em 2018 foi estimada em 900 habitantes.

## Demografia
| Ano:        | 1994 | 2004   | 2014    | 2024   |
| ----------- | ---- | ------ | ------- | ------ |
| Broj ljudi: | 834  | 807    | 894     | 889    |
| Razlika:    |      | -3,23% | +10,78% | -0,55% |

| Ano:               | 2023 | 2024   |
| ------------------ | ---- | ------ |
| Número de pessoas: | 915  | 889    |
| Diferença:         |      | -2,84% |